# 报花厅水库
报花厅水库是中国四川省资阳市安岳县境内的一座水库，位于沱江小支流白水塘河上，建于1972年。水库正常库容为482万立方米，集雨面积为21平方千米，海拔为391.79米。